# 현철호 (기업인)
현철호는 대한민국의 기업인으로 네네치킨의 설립자이다.

## 생애
현철호 회장은 건국대 축산학과 졸업 뒤 마니커 사원을 지낸뒤 닭고기 유통업체를 1995년 차리고 1999년 네네치킨 브랜드로 닭튀김 사업에 진출했다. 현재 회사 업무는 동생 현광식 대표에게 대부분 맡기었다.

## 논란
아들 회사에게 네네치킨 소스 원재료 공급을 맡겼다가 배임죄로 현철호 현광식 형제가 기소되었다.